# Yoshiko Ogata
Yoshiko Ogata (em japonês:  緒方 芳子, transl. Ogata Yoshiko) é uma física matemática japonesa, especializada em teoria quântica de muitos corpos e mecânica estatística quântica. É conhecida por uma classificação de fases topológicas de modelos de spin unidimensionais e bidimensionais usando métodos de álgebra de operadores. Ogata é professora da Universidade de Tóquio.

## Formação e carreira
Yoshiko Ogata obteve um doutorado da Universidade de Tóquio e fez pesquisa de pós-doutorado na Universidade de Aix-Marselha e na Universidade da Califórnia em Davis. Foi então para a Universidade Kyushu e é professora no departamento de matemática da Universidade de Tóquio, onde está desde 2009.
Em 2019 foi professora visitante no Instituto de Pesquisas Matemáticas de Oberwolfach.

## Prêmios e honrarias
Foi palestrante plenária na 13ª Conferência QMath em Atlanta 2016 ((A class of asymmetric gapped Hamiltonians on quantum spin chains and its characterization). Recebeu o Prêmio Henri Poincaré de 2021, por "trabalho pioneiro na teoria matemática das cadeias de spin quânticos, desde a formulação das relações de reciprocidade de Onsager até contribuições inovadoras para a teoria dos estados do produto da matriz e fases topológicas protegidas por simetria de cadeias de spin quântico infinitas".
Para o Congresso Internacional de Matemáticos de 2022 em São Petersburgo está listada como palestrante convidada.

## Publicações selecionadas
- The Stability of the Non-Equilibrium Steady States, Comm.Math. Phys., Volume 245, 2004, p. 577–609, Arxiv 2003
- com Bruno Nachtergaele, Robert Sims: Propagation of Correlations in Quantum Lattice Systems, J. Stat. Phys., Volume 124, 2006, p. 1, Arxiv
- com Vojkan Jakšić, Claude-Alain Pillet: The Green–Kubo Formula for Locally Interacting Fermionic Open Systems, Annales Henri Poincaré, Volume 8, 2007, p. 1013–1036
- Large Deviations in Quantum Spin Chains , Comm. Math. Phys., Volume 296, 2010, p. 35–68, Arxiv
- com Luc Rey-Bellet: Ruelle-Lanford functions and large deviations for asymptotically decoupled quantum systems, Review in Math. Phys., Volume 23, 2011, p. 211–232, Arxiv
- com V. Jaksic, C.-A. Pillet, Robert Seiringer: Quantum hypothesis testing and non-equilibrium statistical mechanics, Review in Math. Phys., Volume 23, 2012, Heft 6, Arxiv
- Approximating macroscopic observables in quantum spin systems with commuting matrices, Journal of Functional Analysis, Volume 264, 2013, Heft 9, Arxiv
- com Yan Pautrat, Claude-Alain Pillet: Entropic functionals in quantum statistical mechanics, 27. Int. Congress on Math. Phys., 2014, p. 336–343
- com V. Jaksic, Y. Pautrat, C.-A. Pillet: Entropic Fluctuations in Quantum Statistical Mechanics. An Introduction, in: J. Fröhlich u. a. (Hrsg.) Quantum theory from small to large scales, Les Houches Lectures XCV, 2012, Arxiv 2011
- com Sven Bachmann: {\displaystyle C^{1}}-Classification of Gapped Parent Hamiltonians of Quantum Spin Chains, Comm. Math. Phys., Volume 338, 2015, p. 1011–1042, Arxiv
- A Class of Asymmetric Gapped Hamiltonians on Quantum Spin Chains and its Characterization, 3 partes, Comm. Math. Phys., Volume 348, 2016, p. 847–895, 897–957, Volume 353, 2017, p. 1205–1263, Parte 1, Arxiv, Parte 2, Arxiv, parte 3, Arxiv
- com Hal Tasaki: Lieb-Schultz-Mattis type theorems for quantum spin chains without continuous symmetry, Comm. Math. Phys., Volume 372, 2019, p. 951–962
- com Alvin Moon: Automorphic equivalence within gapped phases in the bulk, Journal of Functional Analysis, Volume 278, 2020, Heft 8
- A {\displaystyle {\mathbb {Z} }_{2}}-index of symmetry protected topological phases with time reversal symmetry for quantum spin chains, Comm. Math. Phys., Volume 374, 2020, p. 705–734, Arxiv
- com Hal Tasaki, Yuji Tachikawa: General Lieb-Schultz-Mattis type theorems for quantum spin chains, Comm. Math. Phys., Volume 385, 2021, p. 79–99. Arxiv 2020 (Verallgemeinerung des Aufsatzes mit Tasaki von 2019)
- com Chris Bourne: The classification of symmetry protected topological phases of one-dimensional fermion systems, Forum Mathematics, Sigma, März 2021, Arxiv 2021
- A classification of pure states on quantum spin chains satisfying the split property with on-site finite group symmetries, Transactions Am. Math. Soc., Volume 8, 2021, p. 39–65
- A {\displaystyle H^{3}(G,{\mathbb {T} })}-valued index of symmetry protected topological phases with on-site finite group symmetry for two-dimensional quantum spin systems , Arxiv 2021